# Glossario cinematografico
Il presente glossario contiene termini usati nel mondo del cinema, riguardanti l'intero ciclo di vita dei film, dalla produzione alla distribuzione. Contiene diversi prestiti linguistici comunemente utilizzati in italiano e le varie figure professionali.
Per gli acronimi consultare la voce Sigle nel cinema.
Per un elenco completo dei termini usati per identificare le varie tipologie di film consultare la voce Generi cinematografici.

## 0-9
16 mm A/B
16 mm
17.5 mm
22 mm Edison
28 mm Pathescope
3 perf pulldown
35 mm
70 mm
8 mm
9,5 mm

## A
AccelerazioneEffetto di ripresa ottenuto girando ad una velocità inferiore rispetto a quella di proiezione. Corrisponde ad una forma estrema di sommario, cioè di contrazione del tempo del racconto rispetto a quello della storia.
Action figurePupazzi e miniature che riproducono in scala ridotta i personaggi di film fantasy, d'azione e di fantascienza.
Action point
Actors Studio
Acustica
AdattamentoElaborazione di un romanzo, di un testo teatrale di una notizia di cronaca o di attualità eseguita allo scopo di adeguarla al linguaggio specifico del cinema.
Aiuto registaStretto collaboratore del regista; di norma controlla che tutto sul set sia pronto per le riprese e si occupa della partecipazione di generi e comparse. I suoi compiti, in effetti, variano in relazione alle esigenze ed alla personalità del regista.
AmbientazioneInsieme di elementi architettonici, scenografici, di luci, suoni, costumi che definiscono l'ambiente storico, geografico e sociale in cui il film si svolge.
AmbienteCon questo termine si indica il posto in senso lato dove si svolge una scena, sia in esterno che in interno.
Anamorfico
AnelloSpezzone di pellicola chiuso a formare un anello. Nel doppiaggio è usato per proiettare a ripetizione la scena da doppiare.
AnimatorePersona che, disegnando o modificando oggetti e figure, ne elabora il movimento, visibile solo durante la proiezione.
AnimatronicaSofisticato congegno comandato elettronicamente che simula i movimenti di un essere umano, di un animale o di una qualsiasi creatura ideata dai maestri degli effetti speciali. L'esempio più conosciuto è quello creato da Carlo Rambaldi per animare il personaggio di E.T.
AnimazioneCreazione cinematografica realizzata immagine per immagine. Tecniche diversissime (disegni, collages, pupazzi, oggetti, ecc.) trovano il loro comune denominatore nella ripresa che viene eseguita a uno o due fotogrammi per volta, cosicché il movimento è l'azione si verificano solo sullo schermo.
Animazione al computerInsieme delle tecniche di animazione digitale (2D e 3D).
Antagonista
Antefatto
Anteprima o Première
Attacco
Attante cinematografico
Attore o Interprete
Attrezzista
Azione!

## B
Banda magneticaNastro magnetico o pellicola perforata su cui vengono registrati i suoni. La pellicola viene usata in fase di montaggio, doppiaggio e missaggio.
Bande annonceEspressione della lingua francese corrispondente all'inglese trailer.
BattutaÈ una frase del copione pronunciata da uno dei personaggi del film
Bazooka, vedi Carrello
Best boyEspressione della lingua inglese traducibile in "primo assistente". È una delle maestranze specializzate, un attrezzista o un elettricista. Lavora sotto la direzione del Key Grip (capo macchinista) o del Gaffer (capo elettricista). In base alla dimensione del set ci possono essere anche decine di best boy, ognuno con mansioni specifiche.
Betacam
Betamax
Biglietto d'ingressoBiglietto che consente l'ingresso alla sala dietro pagamento di un determinato prezzo. Viene venduto al botteghino. Per "ingressi" s'intende il numero complessivo degli spettatori paganti il biglietto. Per derivazione l'espressione "botteghino" è usata anche per riferirsi all'andamento economico di un film (ad es. "un film che al botteghino ha sbaragliato gli altri titoli")
BillingElenco dei nomi di produttori, autori ed interpreti da pubblicare su manifesti o locandini o su altro materiale pubblicitario di un film.
Blooper
Blue screen o Blue backRipresa a maschera mobile, nella quale gli attori agiscono su di uno sfondo blu (talvolta verde), che permette poi, in post-produzione, di assemblare la ripresa con un'altra scena (digitale o no).
Bobinauna quantità di pellicola o di nastro avvolta su se stessa intorno ad un elemento solido solitamente cilindrico, detto nucleo o nottolino (nab in inglese). Una bobina di pellicola è gergalmente detta pizza. A volte il termine pizza si riferisce anche alla scatola metallica circolare che contiene la bobina di pellicola
Bollettino di edizione
Bollini di sincronizzazione o segnali di codaNel gergo dei proiezionisti, l'espressione identifica quei segni, spesso simili ad una bruciatura di sigaretta, che compaiono sullo schermo in alto a destra poco prima che finisca il rullo. In passato erano utilizzati anche per consentire alle reti televisive di sapere con qualche secondo di anticipo quando effettuare le interruzioni pubblicitarie. Grazie alle moderne tecnologie, sono stati pressoché abbandonati, e quelli ancora presenti in vecchie pellicole possono essere rimossi durante il restauro o la digitalizzazione.
Bollywood
Boom, asse più o meno lunga su cui si innesta il microfono, affinché questo possa essere posto in prossimità del soggetto (solitamente l'attore) senza che il tecnico debba avvicinarsi troppo. È quindi un so che supporto che funziona da prolungamento del braccio del tecnico
Booman, vedi microfonista
Botteghino o, in inglese, box officeDal significato letterale di cassa di cinema, si è giunti all'accezione generale d'incassi, da cui si valuta il successo di un film.
BozzettoDisegno o schema di un progetto di una scena del film preparato dallo scenografo. Prima dell'esecuzione viene in genere approvato dal regista e dalla produzione.
Broadcast Wave Format
BrusioSuono registrato, attinente alle voci indistinte di una scena.
BudgetÈ l'ammontare di spesa prevista per la realizzazione del film.
Bullet-time (o Flo-mo)Tecnica digitale di rallentamento del movimento di un oggetto in scena
BuonaAnnotazione che viene fatta nel bollettino di edizione della giornata di lavorazione per le riprese considerate riuscite e da stampare. "Buona la prima!" è l'esclamazione tipica del regista quando la ripresa è già buona al primo ciak. Spesso però si effettua comunque una seconda ripresa di sicurezza.
BurlesqueSpettacolo teatrale di gran successo negli USA in cui si esibivano artisti, fantasisti, cantanti e ballerini. Il genere è stato poi adottato anche dal cinema in film fatti ad arte per consentire ad attori-fantasisti di mettere in mostra il loro repertorio

## C
Cambio di fuoco (Pull Focus)È una tecnica di messa a fuoco e di caratterizzazione o negazione dell'oggetto: la macchina da presa può mettere a fuoco un oggetto molto vicino all'obiettivo per caratterizzarlo e sfocare la parte più lontana o viceversa.
Cadenza
Cameo
Camera a mano
Camera-car
Cameracrane
Campione d'incassi o Blockbuster
Campo
Campo-controcampoÈ una tecnica di montaggio, articolata in due distinte inquadrature. Solitamente nella prima è mostrato un personaggio che osserva qualcosa, e nell'inquadratura successiva l'oggetto del suo sguardo. Molto usata anche nei dialoghi, alternando le inquadrature di due personaggi.
Caratterista
Carrellata
Carrello
Casa di produzione
Cast
Casting
Celluloide
Censura cinematografica
Chroma keyÈ una delle tecniche usate per realizzare i cosiddetti "effetti di Keying" (come il Luma Key ed il Matte), utilizzati principalmente in ambito televisivo.
CiakÈ composto da una tavoletta (o lavagna) su cui sono riportati i dati della scena in fase di ripresa, e da un'asticella mobile che produce un rumore caratteristico (detto appunto "ciak").
Cicala
Cineasta
Cineclub
Cinebox
Cinedisco
CinefiliaLa passione per il cinema.
CinefiloUn appassionato di cinema.
Cinepanettone
Cinepresa
Cinema 3D
Cinema 4D
CinemaScope
Cinerama
CinetecaLuogo o istituzione dedicata alla conservazione e dei film, analogamente ad una biblioteca per i libri o una emeroteca per i giornali. Alcune cineteche sono archivi storici (come ad esempio la Cineteca Nazionale italiana, equiparata agli Archivi di Stato). Una cineteca nel suo edificio può avere delle sale per la proiezione al pubblico, può organizzare rassegne o incontri con registi, effettuare il restauro delle pellicole, darle a noleggio ad altre cineteche, o ad esercenti, festival, ecc.
Circolo cinematografico o Cineclub
Circuito cinematograficoGruppo di sale cinematografiche collegate tra loro da rapporti commerciali o artistici.
Colonna sonora
ColossalUn film svolto con grande impiego di mezzi e partecipazione di attori. Per le pellicole di questo tipo, per le quali sono investite ingenti somme di denaro, oltre a notevoli sforzi organizzativi, sono attesi grandi successi di pubblico e relativi ritorni economici.
Colpo di scena
Comparsa
Compositing
CompositoreIl compositore musicale che crea le musiche del film. Un film non necessariamente ha un unico compositore per tutte le musiche; anzi la pratica attuale prevede spesso colonne sonore realizzate da brani composti appositamente e brani preesistenti. Le musiche composte appositamente per il film sono dette originali, mentre una colonna sonora fatta di musiche pre-esistenti è detta di compilazione (dall'inglese compilation).
Computer graficaInsieme delle tecniche di disegno 2D e 3D, utilizzate per creare o manipolare immagini digitali fisse o in movimento. L'uso della CG è fondamentale nei moderni effetti speciali dei film. I cosiddetti "film d'animazione digitale" sono realizzati interamente in CG.
Continuity
Controcampo
ControfiguraIn inglese body double.
Controlucetecnica di illuminazione della scena in cui le fonti luminose (naturali o artificiali) sono in tutto o in parte rivolte contro la macchina da presa.
Copione
Coppasostenitore della testata in alcuni modelli di cavalletti
CoproduttoreDetto anche "produttore associato".
Cortometraggio
Costumista
CreditsElenco delle persone e delle aziende che hanno contribuito alla realizzazione del film. Compaiono solitamente nei titoli di coda e nel pressbook.
CrewTermine inglese equivalente a troupe.
Critica cinematografica
Croce di Malta
Cult movie
CutIn inglese "taglio" è anche l'equivalente di stop usata dai registi americani per fermare la scena in fase di ripresa.

## D
Data di uscitaIndica la data in cui il film esce nelle sale cinematografiche. Solitamente preceduta da una première.
Découpage
DiaframmaDispositivo meccanico ad apertura fissa o regolabile, manovrato dall'operatore, generalmente situato all'interno dell'ottica in uso. Con esso si regola la quantità di luce che entra nell'obiettivo, con effetti sulla profondità di campo e l'esposizione.
Dialoghista
DidascaliaLa didascalia è una scritta inserita tra due scene per comunicare qualche informazione aggiuntiva allo spettatore o per descrivere l'azione che si sta svolgendo. Viene inquadrata per il tempo necessario alla lettura.
Diegesi
Digitalizzazione
Director's cutVersione del montaggio voluta dal regista.
Direttore artisticoResponsabile di tutte le creazioni architettoniche, decorative, pittoresche e, in caso di riprese in esterni, delle scelte e degli adattamenti degli ambienti in cui il film si svolge.
Direttore del cast
Direttore del doppiaggioDirige i doppiatori e coordina l'adattamento dei dialoghi dalla lingua originale a quella del doppiaggio.
Direttore della fotografia
Direttore di edizione
Direttore di produzione
Dissolvenza
Distanza cinematografica
Distribuzione cinematografica
DivietoIn inglese, rating. Indica eventuali restrizioni alla visione di un film imposte al pubblico minorenne.
Documentario
Dolby System
DollyÈ un carrello con un braccio mobile (spesso dotato di molle o contrappesi) che regge la macchina da presa, eventualmente dotato di una piattaforma su cui stanno l'operatore e gli assistenti (i modelli sono molteplici; ce ne sono anche con comandi motorizzati). Il dolly permette di effettuare carrellate e movimenti di macchina di ogni genere, anche a svariati metri d'altezza. Può essere libero o montato su binari. Nei modelli più robusti, il braccio mobile può sorreggere anche l'operatore seduto su un seggiolino accanto alla macchina da presa. Alcuni modelli prendono il nome di "crane" o "louma" in base al tipo di braccio e alla sua lunghezza.
Doppia esposizione
Doppiaggio
Doppiatore
Doppio super 8 mm
Drive-inStruttura all'aperto con uno schermo ed un parcheggio per auto. Consente di vedere il film dall'interno dell'auto.

## E
Easter eggPiccoli "extra" nascosti nei DVD-video.
EditingTermine inglese per montaggio.
Effetti speciali
Effetto Brama
Si verifica quando ad una stessa sequenza o fotogramma filmico viene sostituita la musica d'accompagnamento. Inserendo una colonna sonora diversa si producono significazioni differenti. Ad esempio l'immagine di un paesaggio naturale sottolineata dal sonoro di un brano ambient produce un effetto sullo spettatore diametralmente opposto a quello generato dalla stessa immagine accompagnata con un brano di musica concreta.
Effetto Kulešov
EditingSi verifica quando ad un'immagine di un personaggio all'interno della stessa sequenza o fotogramma filmico viene sostituito il contesto. L'immagine di un bambino che mangia il gelato in un parco giochi ha un significato completamente diverso dalla stessa identica immagine inserita ad esempio in una landa desolata o in un campo di rifugiati.
Effetto notteDetto anche "notte americana" o, in inglese, day for night. Consiste nel girare in pieno giorno delle scene che allo spettatore sembreranno girate in notturna. Si ottiene ponendo dei filtri sull'obiettivo e sottoesponendo. Consente di risparmiare agli attori e alla troupe la fatica di girare di notte, e di poter utilizzare le stesse pellicole usate normalmente (poiché le pellicole da utilizzare di notte avrebbero una grana più evidente, essendo più sensibili).
Enunciazione cinematografica
EsercenteÈ il proprietario di una sala cinematografica. Di solito decide anche la programmazione, ovvero sceglie i film da proiettare. Gli esercenti sono spesso raggruppati in associazioni (laiche o cattoliche), e possono aderire a programmi culturali a sostegno dei film d'essai o dei film prodotti dalla propria cinematografia nazionale.
EsposimetroStrumento per misurare la quantità di luce presente sulla scena. Solitamente la misurazione avviene vicino ai soggetti che dovranno essere inquadrati. Serve per regolare il diaframma ed altre impostazioni della mdp.
Esterno
Evento catalizzatore
Exploitation

## F
Festival cinematograficoManifestazione culturale in cui sono presentati al pubblico i nuovi film, spesso dotata di una giuria e di un concorso che assegni dei premi.
Fiction
Figura intera, vedi piano.
Film
Film a episodiFilm composto da più parti autonome, spesso dirette ognuna da un regista differente.
Film commissionOrganizzazione a livello nazionale o locale che ha l'obiettivo di favorire la produzione di film all'interno del proprio territorio (agevolando i permessi, trovando sponsor, etc.)
Film d'animazione
Film d'essai
Film della mezzanotte
Film di serie B
Film indipendente
FilmografiaLa filmografia di una persona è l'elenco dei film a cui ha collaborato. Può essere specificato o meno l'anno e il ruolo (attore, regista, sceneggiatore, etc.).
Filmologia
Final Cut ProApplicazione per il montaggio prodotta da Apple
Flashbackanalessi, ovvero figura retorica che "riavvolge" la sequenza cronologica degli eventi su sé stessa, raccontando avvenimenti che precedono il punto raggiunto dalla storia
Flashforwardprolessi narrativa, ovvero modifica dell'ordine logico e cronologico del racconto inserendo un'anticipazione del futuro, ad esempio mostrando all'inizio del film una sequenza che mostra il finale della vicenda raccontata
Fly-camMacchina da presa montata su un mini aereo, aliante o minidirigibile, utilizzata in luoghi molto ampi (anche in interni) per effettuare riprese aeree. Oggi caduta in disuso.
Fogli di montaggio
FlopInsuccesso commerciale ("fiasco").
Flou
Fondale
Fonico
FondiTutto ciò che si vede e si sente, inquadrato nella totalità di un Ambiente.
FootageParte del metraggio solitamente non utilizzata in fase di montaggio finale
For Your Consideration
Formato
Formato anamorfico
Fotogenia
Fotografia cinematografica
Fotografo di scena
Fotogramma
Fuoco
Fuori campo

## G
Generi cinematografici
Gibigiana
Giraffa
GiratoInsieme di tutto il materiale video prodotto durante la lavorazione di un film (sia su pellicola, sia su altri supporti). Di solito viene conservato dalla casa di produzione. Oggi può essere utilizzato durante la produzione dei DVD per poter inserire negli extra le scene eliminate, gli errori degli attori durante le riprese, le scene "integrali" (non ancora tagliate in fase di montaggio e in cui è visibile anche il ciak), le riprese effettuate da più mdp contemporaneamente (dette "multiangolo"), ecc.
Girato GiornalieroInsieme del materiale girato nell'arco di un giorno durante la fase di lavorazione. Viene sempre accompagnato dal Bollettino di Edizione che ne fa parte integrante e che riporta tutto quello che è stato girato
dando le indicazioni allo Stabilimento di Sviluppo e Stampa relativamente alle scene (buono, riserva, o scarto), nonché le indicazioni che, insieme ai Fogli di Montaggio, costituiranno la guida per il Montatore.
Giroscopio
Giuntatrice o Pressa
Grandangolare
Greenscreensfondo generalmente verde utilizzato per aggiungere effetti speciali quali il cambiamento dello sfondo successivamente alle riprese, in postproduzione
Gruppo elettrogeno

## H
High concept
High concept movie
Hollywood
Hollywood Walk of Fame
Home theater
Home video

## I
Illuminazione (cinema)
IMAX
Imbibizione
Immaginario collettivo
Immagine cinematografica
Incasso
Inquadratura
Inserto
Intercalazione
Intercalatore
Interlock
Interno
Intertestualità
Ispettore di produzione
Iris

## J
Jump-cut

## K
Key matte

## L
LavorazioneConsiste essenzialmente nell'effettuare le riprese del film, ed in senso lato comprende tutte le operazioni compiute nel periodo tra pre-produzione e post-produzione.
Letterbox
Linea narrativa
Live action
Locandina
LocationLa location è il luogo ove si svolgono le riprese. In pre-produzione sono fondamentali i sopralluoghi per scegliere le location più adatte per l'ambientazione del film.
Logger
Louma
Lungometraggio

## M
Macchina da presa (M.d.P.)
Maestranzain linguaggio cinematografico,con questo termine si indicano i macchinisti, gli elettricisti, gli attrezzisti, i falegnami, i pittori, ecc.
MagazzinoIn inglese loader o chassis. È il contenitore della pellicola che va montato sulla cinepresa.
MajorsTermine della lingua inglese che identifica l'insieme dei grandi studi di Hollywood.
Make upEffetti di trucco (maschere, ferite, abrasioni, parti del viso, invecchiamento o ringiovanimento, etc.) applicate da specialisti degli effetti speciali sul volto degli attori.
Making ofReportage sulla lavorazione del film, detto in italiano "il dietro le quinte".
Manifesto cinematografico o Poster
MascheraAddetta della sala di proiezione che accompagna gli spettatori al loro posto e li assiste durante la proiezione.
Mascherino
MassiveSoftware per la realizzazione in digitale dell'aumento di folle di personaggi virtuali sulla scena, a partire da riprese di poche comparse, usato principalmente in scene di battaglie, ideato dalla Weta Digital appositamente per la trilogia cinematografica de Il Signore degli Anelli. Fornisce agli agenti creati un'autonomia intelligente, ottenendo risultati simili a quelli ottenibili con attori in carne e ossa.
Matinéeuna programmazione cinematografica (o teatrale) realizzata in orario mattutino, solitamente il sabato o la domenica, a prezzo ridotto.
Matte painting
Mediometraggio
Mercato cinematograficoManifestazione simile ad un festival in cui i produttori presentano i propri film ai distributori con l'intento di venderne i diritti di commercializzazione.
Messa a fuoco
Messa in scena
MetraggioLunghezza della pellicola cinematografica in metri, permette di classificare il film in cortometraggio, mediometraggio e lungometraggio.
Microfonista
Miniatura
Miniserie
Mirino
MissaggioSovrapposizione di diverse tracce audio (la colonna musicale, il sonoro in presa diretta, gli effetti sonori, etc.)
Molloni
Monitor di servizioPiccolo monitor collegato alla cinepresa che restituisce la stessa immagine visibile nel mirino (è detto "combo" nel caso sia comprensivo di un VCR).
MontaggioIn inglese, editing. Consente di mettere inquadrature e sequenze nell'ordine previsto dalla sceneggiatura e dal regista, con ampio margine di autonomia artistica.
MontatoreIn inglese, editor.
Morphing
Motion captureTecnica di ripresa che permette di catturare i movimenti di un attore in azione su un blue screen, rivestito di appositi sensori che mettono in grado un computer, di elaborare la sequenza digitale dei movimenti da usare come base per il personaggio digitale.
Motore
Movieal singolare, in American English, sinonimo di film (al plurale assume il significato generale di cinema, inteso come fenomeno generale o anche luogo di proiezione, come nelle frasi I like movies e going to the movies)
Movimento cinematografico
Movimento di macchina
MoviolaMacchina utilizzata nel montaggio.
MultiplexEdificio appositamente realizzato per ospitare diverse sale cinematografiche (fino a 19), oltre ad una serie di servizi aggiuntivi per lo spettatore, come ristoranti, sale giochi, bar, negozi, ecc. Quando le sale sono 20 o più, prende il nome di gigaplex o "mall". Sorge solitamente nelle periferie delle grandi città ed è dotato di comodo parcheggio.
MultisalaEdificio che ospita più di una sala cinematografica (solitamente da due a otto), spesso ubicato nel centro della città. Non sono rari, infatti, i casi di grandi sale cittadine ristrutturate e divise in più sale per fronteggiare la concorrenza dei multiplex di periferia e la loro offerta diversificata.

## N
Nagra
Negativo
Newquel
NickelodeonTipo di cinema diffuso nell'America del Nord a partire dal 1905-1906
Noleggio
Nomination

## O
Obiettivo
Ocularizzazione
Oggettiva
Oggettiva irreale
OMNIMAX
Operatore di macchinaÈ l'addetto che manovra la macchina da presa. Può avere degli assistenti e ricevere ordini dal direttore della fotografia (ma spesso quest'ultimo opera in prima persona sulla mdp).
Ordine del Giorno
Otturatore

## P
Panaflex
Panavision formato, vedi Formato anamorfico e Panavision
Pan&Scan
Panoramica
Parodia
Partecipazione straordinaria
Passo unoTecnica di ripresa usata nell'animazione. Si riprende un fotogramma alla volta, muovendo leggermente i soggetti tra un fotogramma e l'altro).
Pellicola cinematografica
Persistenza della visione
Piano
Piano di lavorazione
Piano sequenza
Piattina, vedi Carrello
Pilota
Pirateria audiovisiva
Playback
Plot point
Post-produzione
Pre-cinemaPeriodo storico antecedente la prima proiezione al pubblico dei fratelli Lumière nel quale si effettuarono vari esperimenti di proiezione di immagini in movimento.
Premio cinematografico o Award
Pre-produzione
Prequel
Presa diretta (cinema)
Press-agentÈ l'addetto stampa che cura i rapporti con i mass media.
PressbookCartella stampa con i dati del film, la sinossi, il cast tecnico e artistico, e varie informazioni utili.
Prima visioneUn film detto "di prima visione" è un film appena uscito nelle sale cinematografiche. Film usciti da più di tre settimane diventano "di seconda visione". In Tv, indica un film inedito, mai trasmesso prima.
Primo pianoVedi piano.
Produttore
Produzione cinematografica
Proiettore di luce
Proiettore cinematografico
Profondità di campo
Programma MEDIAOrganismo europeo finalizzato alla promozione, sovvenzione e distribuzione dei film dell'Unione europea. Vi aderiscono anche diversi esercenti italiani.
Proiezione
ProiezionistaResponsabile della proiezione in una sala cinematografica.
PropIn inglese si definisce prop qualsiasi oggetto che fa parte dell'arredo scenico. Il Property Master è colui che si occupa di acquistare, noleggiare, riparare, ecc. tutto ciò che sarà utilizzato nel film.
Provino o Audizione
Punto di vista

## Q
Quadro

## R
Rapporto d'aspettoÈ il rapporto dimensionale tra la base e l'altezza di un fotogramma o di uno schermo.
Remake
RequelContrazione di reboot e sequel, è un film che sfrutta la materia di un film precedente, senza tuttavia esserne un remake o una continuazione temporale della trama
Rallentatore
Rassegna cinematograficaSerie di proiezioni di film su un tema, un movimento cinematografico, o un genere specifico, spesso organizzate da circoli e cineclub. Anche in Tv, raramente, sono trasmettessi cicli di film a tema (più frequenti sui canali tematici satellitari).
RecensioneBreve giudizio critico sul film. Può contenere un accenno alla trama, ai premi vinti, alla filmografia del regista, ecc.
Recitazione
Regia cinematografica
Regista
Registrazione
Regime narrativo
RetrospettivaSerie di proiezioni dei film di uno stesso regista. Può essere organizzata da festival, cineteche, cineclub, o a margine di manifestazioni culturali.
Ripresa
RotambulatorTipo di dolly
Rotoscope
Rullo
Rumore d'ambienteÈ il rumore normalmente presente sul set o nella location, dovuto in parte al ronzio delle attrezzature (o a rumori provenienti dall'esterno).
RumoristaArtista o tecnico del suono che ha il compito di creare alcuni degli effetti sonori del film.
RuntimeDurata del film.
Ruolo

## S
Sala cinematografica
Sandback
Scaletta
Scena
Sceneggiatore
SceneggiaturaIn inglese, screenplay o script.
Scenografia
ScenografoIn inglese, art director.
Schermo
Screenshot
Script doctor
Seconda unità
Seconda visione
Sedici noni (16:9)
Segretario di edizione
Segretario di produzione
Semaforo verdeTermine per indicare l'approvazione del film da parte degli studi cinematografici.
Semitotale
Sequel
Sequenza
Serie
Set
SfondoTutto ciò che fa da sfondo (immagini proiettate, sagome, dipinti) al soggetto più importante di una scena.
SFXSigla breve per indicare gli effetti speciali
Sguardo in macchinaLo sguardo diretto verso la macchina da presa, spesso involontario, è ritenuto un errore in grado di rovinare la ripresa. Si cerca solitamente di evitarlo, a meno che non sia espressamente previsto dalla sceneggiatura.
Shot-for-shottermine usato per descrivere l'arte visiva di realizzare un rifacimento cinematografico completamente, o in parte, identico all'originale.
SincronizzazioneQuesta voce rimanda al doppiaggio e alla sincronizzazione di questo, la sincronizzazione nel cinema è riferita a quella tra scena ecolonna, quindi deve avere una voce a sé, riguarda un ventennio di studi ed esperimenti e non può essers confusa con quella del doppiaggio, quindi questa è una voce da correggere.
Single 8 mm
Sinossi
Sky-camMacchina da presa che scorre su cavi sospesi.
Soggettiva
Soggetto
Sonorizzazione
Sonoro
Sottotesto
SottotitoliScritte in sovraimpressione sulla pellicola o sul video, normalmente atte a tradurre dialoghi e/o testi in lingua straniera.
Sovrimpressione
Spettatore
Spin-offOpera derivata da un'altra opera. Ne riprende personaggi, eventi secondari e ambientazione, facendone un racconto autonomo a latere di quello da cui è stata generata.
Split screen
SpoilerTermine derivato dal verbo inglese to spoil che significa "rovinare". Si chiamano infatti spoilers le anticipazioni sul film che "rovinano" la sorpresa nel momento in cui si assiste alla proiezione. Generalmente, nelle recensioni dei film si avverte il lettore della presenza nel testo di eventuali spoilers.
Stacco
Stand-inLo stand-in è una controfigura che sostituisce l'attore sul set nelle scene statiche in cui non viene inquadrato frontalmente (ad es. nei controcampi, quando fronteggia un altro attore che gli sta parlando). Spesso degli stand-in viene inquadrata solo la nuca o poco più.
Starsystem o divismo
SteadicamÈ uno stabilizzatore per macchine da presa che consiste in un sistema di contrappesi e in un corpetto che viene indossato dall'operatore, il quale può camminare o correre ottenendo riprese in movimento fluide, prive cioè delle vibrazioni tipiche delle riprese effettuate con la mdp a mano o a spalla.
Stop-motion(o Passo uno) Tecnica di ripresa utilizzata quando è necessario riprendere sequenze statiche, in cui la macchina da presa si comporta un po' come se fosse una macchina fotografica, riprendendo la sequenza fotogramma per fotogramma.
Storyboard
Studios
StuntmanÈ una controfigura specializzata nell´interpretare le scene potenzialmente pericolose di un film. Può avere anche un ruolo proprio. In italiano è detto anche "cascatore".
Suono digitaleVedi Cinema sonoro o Sonoro cinematografico
SupermarionationTecnologia di animazione di marionette utilizzata negli anni sessanta per la produzione di alcune serie televisive e film.
Super otto (Super 8 mm)
Super Panavision
Supervisore alla sceneggiatura
Sweat box

## T
TaglineLo slogan con cui viene presentato un film. È solitamente riportato sulla locandina pubblicitaria vicino al titolo per caratterizzare in maniera lapidaria il significato, evocandone il senso con una frase ad effetto.
TaglioEsclusione di una scena da un film.
Teaser trailerFilmato pubblicitario di un film simile a un trailer ma composto da una sequenza di grande effetto. Sono in genere di brevissima durata (dai trenta secondi al minuto)
Teatro di posaLocale predisposto e destinato alla messa in scena e alle riprese di un film o di un programma televisivo.
TechnicolorMarchio di fabbrica di diversi procedimenti di cinematografia a colori dovuti alla Technicolor Motion Picture Corporation (una consociata della Technicolor, Inc.), che ora fa parte della francese Technicolor SA. Il Technicolor è stato, dopo il britannico Kinemacolor, il secondo procedimento di cinematografia a colori a essere impiegato su larga scala e, dal 1922 al 1952, il più usato negli Stati Uniti.
Tendina
TestataComplessivo meccanico del giroscopio serve per ammorbidire i movimenti della mdp.
THXcertificato di qualità, applicato ai sistemi di riproduzione audiovisiva, siano essi professionali o domestici.
TimecodeSequenza di codici numerici generata a intervalli regolari da un sistema temporizzato, usata per la sincronizzazione di segnali e per la scalettatura del materiale registrato su supporti audio/video.
Titoli di coda
Titoli di testa
Titolo alternativo
Titolo di lavorazione
Todd-AOFormato cinematografico a schermo panoramico ad alta definizione creato negli anni cinquanta da Mike Todd e dall'American Optical Company.
TrailerÈ un breve filmato pubblicitario di un film di prossima uscita che viene proiettato al cinema prima dell´inizio dello spettacolo in programmazione. Il trailer può mostrare: alcune immagini del film, gli attori principali, la casa di produzione, il nome del regista, eventuali premi vinti, la data di uscita in sala, ecc. In francese: bande annonce.
TramaIn inglese, plot.
Transizioneè una tecnica di passaggio immagine. Con essa si va da un'immagine ad un'altra. La più comune è lo Stacco (Cut). L'immagine viene sostituita con un'altra, senza apparente frattura di tempo-spazio. Un'altra tecnica di transizione è la dissolvenza che può essere di due tipi: Dissolvenza incrociata (cross dissolve) o a transazione morbida per la quale ad un'immagine se ne sostituisce un'altra gradualmente dissolvendo la prima e facendo emergere la seconda che la sostituisce. Un'altra è la dissolvenza a fondino (fade o fondu) che si usa all'inizio:Fade in, o alla fine, Fade out. Si usa in genere un trasparente bianco, rosso o azzurro o nero con i colori a gradazione simbolica.
TrasparenteIl trasparente è un particolare schermo sul quale sono retroproiettate delle immagini che faranno da sfondo alla scena. Era largamente utilizzato prima dell'avvento del blue screen, quando ad esempio si riprendeva gli attori seduti in un'automobile e si simulava il movimento grazie alle immagini che scorrevano sul trasparente e che erano visibili dai finestrini. Era un modo per abbassare i costi ed evitare le riprese in esterno.
Trattamento
TroupeIn inglese, crew.
TruccatoreIn inglese, make-up artist.
TrukaMacchina per creare effetti ottici, effetti speciali o sovraimpressioni, utilizzata fino a metà degli anni ottanta. In particolare, permetteva la sostituzione del fondale attraverso una sorta di contemporanea Chroma Key. Con l'avvento della grafica computerizzata è rapidamente scomparsa.

## V
Verosimile
Video
Videomaker
Videonoleggio
Videoteca
Viraggio
Vistavision
Voce fuori campo
Video assist
Video tracking

## W
Widescreen

## Z
Zoom
Zeppa (enigmistica)